# Hautbos
Hautbos est une commune française située dans le département de l'Oise en région Hauts-de-France.

## Géographie

### Description

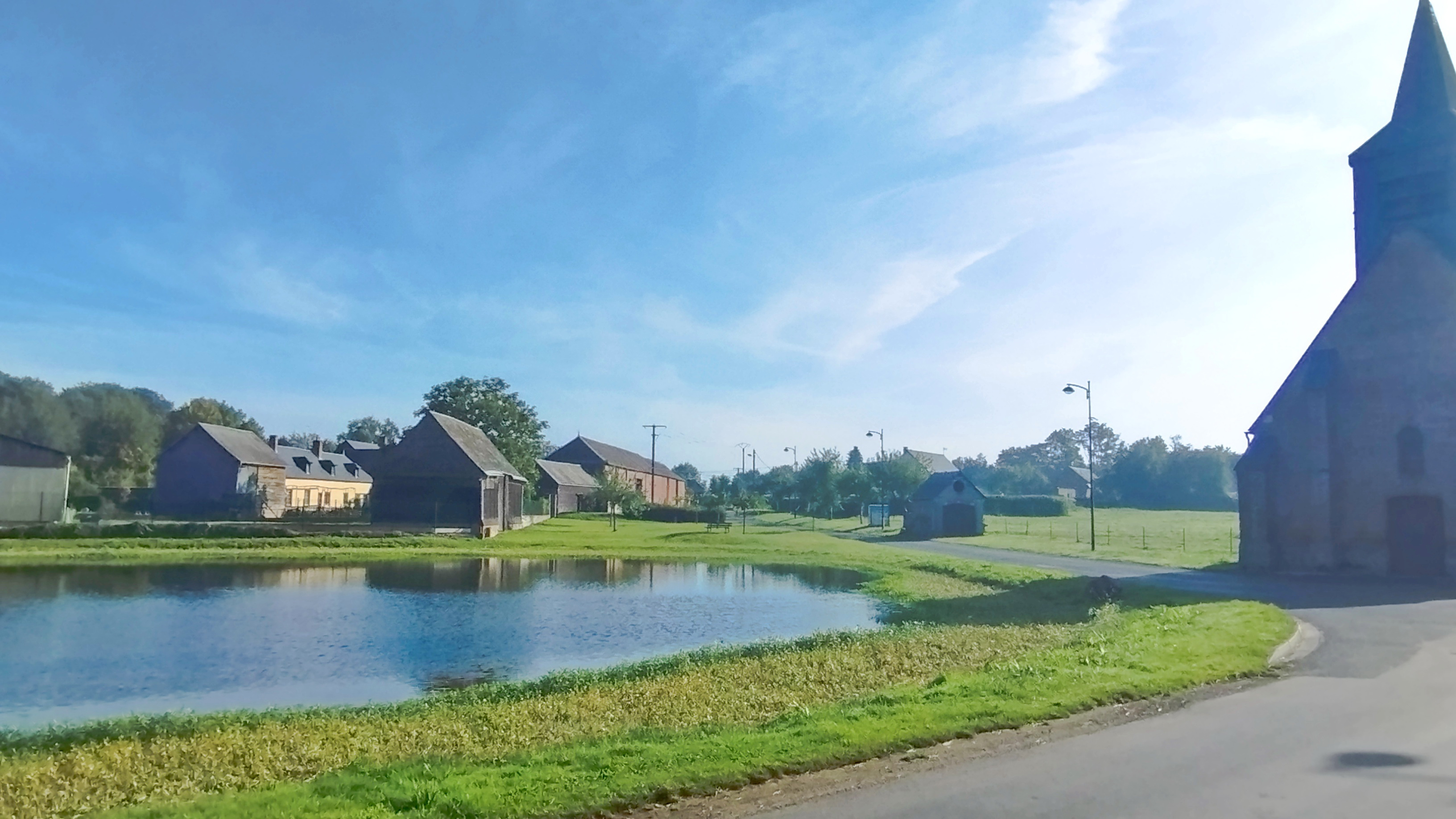
La mare et la rue de Brombos.

Hautbos est un village rural de la Picardie verte, une sous-entité du Plateau Picard, l'une des grandes régions naturelles du département de l'Oise. Il jouxte par le sud-est Feuquières et est situé à 6 km à vol d'oiseau au sud-ouest de Grandvilliers et à 43 km d'Amiens, 27 km au nord-ouest de Beauvais, 20 km au nord-est de Gournay-en-Bray, 60 km au nord-ouest de Rouen et 24 km à l'est de Forges-les-Eaux.
Son territoire est tangenté au nord-est par la RD 7, qui relie Feuquières à Marseille-en-Beauvaisis et Beauvais.
En 1840, Louis Graves indiquait que Hautbos était une  « petite commune dont le territoire irrégulier dans son périmètre est divisé par une rivière descendant au midi. Le chef-lieu, à-peu-près central , comprend quatre rues larges et inégales ; une mare considérable couvre la place de l'église ».

### Communes limitrophes
Les communes limitrophes sont  Brombos, Feuquières, Omécourt, Saint-Deniscourt, Saint-Maur et Thérines.
| Feuquières |                  | Brombos    |
|            | Hautbos          | Saint-Maur |
| Omécourt   | Saint-Deniscourt | Thérines   |

### Hydrographie
La commune est située dans le bassin Seine-Normandie. Elle n'est drainée par aucun cours d'eau,.

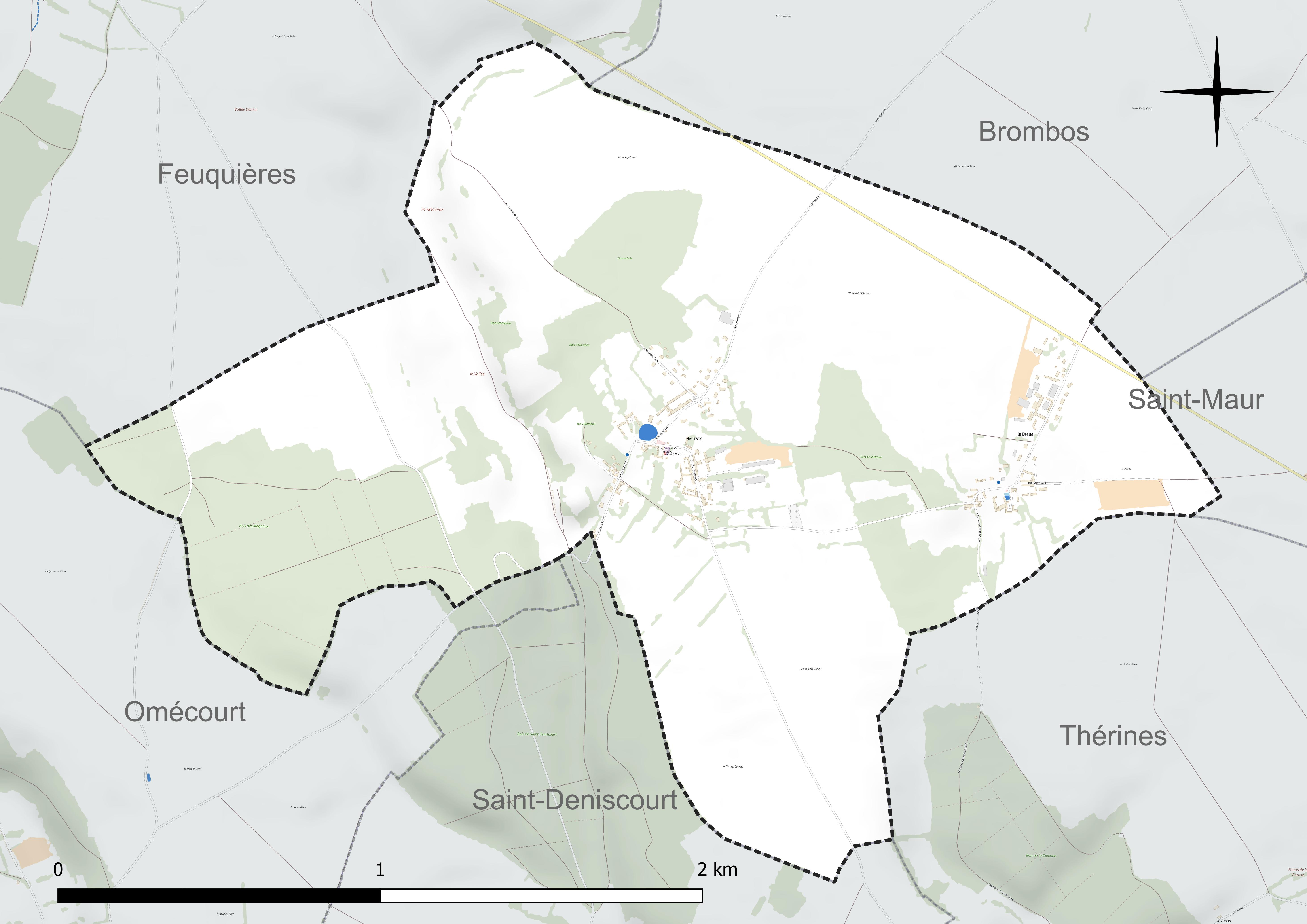
Réseau hydrographique de Hautbos.

### Climat
Pour des articles plus généraux, voir Climat des Hauts-de-France et Climat de l'Oise.
En 2010, le climat de la commune est de type climat océanique dégradé des plaines du Centre et du Nord, selon une étude du CNRS s'appuyant sur une série de données couvrant la période 1971-2000. En 2020, Météo-France publie une typologie des climats de la France métropolitaine dans laquelle la commune est exposée à un climat océanique et est dans la région climatique Côtes de la Manche orientale, caractérisée par un faible ensoleillement (1 550 h/an) ; forte humidité de l'air (plus de 20 h/jour avec humidité relative > 80 % en hiver), vents forts fréquents.
Pour la période 1971-2000, la température annuelle moyenne est de 9,7 °C, avec une amplitude thermique annuelle de 15 °C. Le cumul annuel moyen de précipitations est de 840 mm, avec 12,5 jours de précipitations en janvier et 8,5 jours en juillet. Pour la période 1991-2020, la température moyenne annuelle observée sur la station météorologique la plus proche, située sur la commune de Saint-Arnoult à 4 km à vol d'oiseau, est de 10,4 °C et le cumul annuel moyen de précipitations est de 797,2 mm,. Pour l'avenir, les paramètres climatiques de la commune estimés pour 2050 selon différents scénarios d'émission de gaz à effet de serre sont consultables sur un site dédié publié par Météo-France en novembre 2022.
| Mois                                  | jan.          | fév.           | mars           | avril         | mai           | juin          | jui.          | août         | sep.          | oct.          | nov.          | déc.           | année     |
| ------------------------------------- | ------------- | -------------- | -------------- | ------------- | ------------- | ------------- | ------------- | ------------ | ------------- | ------------- | ------------- | -------------- | --------- |
| Température minimale moyenne (°C)     | 1,1           | 1,2            | 2,7            | 4,5           | 7,4           | 10,5          | 12,3          | 12,4         | 10            | 7,9           | 4,5           | 1,7            | 6,3       |
| Température moyenne (°C)              | 3,5           | 4              | 6,5            | 9,6           | 12,4          | 15,8          | 17,9          | 17,7         | 14,9          | 11,4          | 7,1           | 4,1            | 10,4      |
| Température maximale moyenne (°C)     | 6             | 6,9            | 10,3           | 14,6          | 17,5          | 21,2          | 23,4          | 23           | 19,8          | 15            | 9,8           | 6,5            | 14,5      |
| Record de froid (°C) date du record   | −13 18.01.13  | −12,6 12.02.12 | −11,5 04.03.05 | −4,5 07.04.08 | −0,8 06.05.19 | 2,5 14.06.05  | 5 31.07.07    | 4,9 21.08.14 | 2,4 30.09.18  | −3,8 29.10.03 | −5,4 30.11.16 | −12,1 26.12.10 | −13 2013  |
| Record de chaleur (°C) date du record | 14,1 09.01.15 | 17,9 27.02.19  | 23,2 31.03.21  | 25,7 20.04.18 | 29,7 27.05.05 | 34,6 21.06.17 | 40,6 25.07.19 | 37 09.08.20  | 33,1 09.09.23 | 28,5 01.10.11 | 18,5 08.11.15 | 16,6 30.12.22  | 40,6 2019 |
| Précipitations (mm)                   | 75,3          | 63,3           | 65,8           | 45,8          | 68,1          | 53,2          | 58,7          | 70,2         | 50,8          | 70,4          | 78,5          | 97,1           | 797,2     |

## Urbanisme
Le bâti de la commune est constitué de bâtiments en brique : mairie, école, église, chapelle, ancien bâtiment à pompe, fermes et demeures datant du XIXe siècle ou, pour les plus anciennes, de style traditionnel picard en torchis.

### Typologie
Au 1er janvier 2024, Hautbos est catégorisée commune rurale à habitat dispersé, selon la nouvelle grille communale de densité à sept niveaux définie par l'Insee en 2022.
Elle est située hors unité urbaine. Par ailleurs la commune fait partie de l'aire d'attraction de Beauvais, dont elle est une commune de la couronne,. Cette aire, qui regroupe 162 communes, est catégorisée dans les aires de 50 000 à moins de 200 000 habitants,.

### Occupation des sols

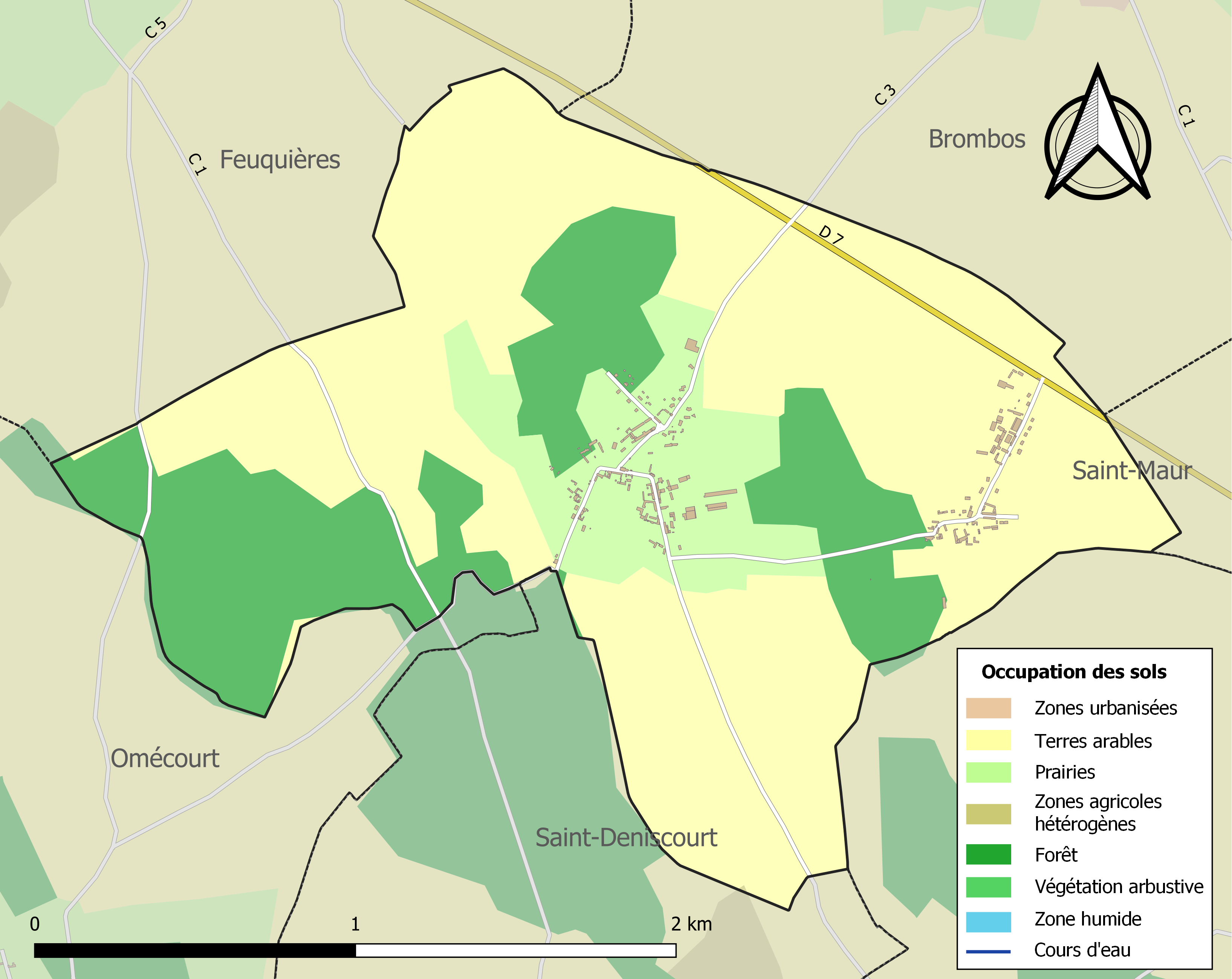
Carte des infrastructures et de l'occupation des sols de la commune en 2018 (CLC).

L'occupation des sols de la commune, telle qu'elle ressort de la base de données européenne d'occupation biophysique des sols Corine Land Cover (CLC), est marquée par l'importance des territoires agricoles (74,2 % en 2018), une proportion identique à celle de 1990 (74,2 %). La répartition détaillée en 2018 est la suivante : 
terres arables (62 %), forêts (25,8 %), prairies (12,2 %). L'évolution de l'occupation des sols de la commune et de ses infrastructures peut être observée sur les différentes représentations cartographiques du territoire : la carte de Cassini (XVIIIe siècle), la carte d'état-major (1820-1866) et les cartes ou photos aériennes de l'IGN pour la période actuelle (1950 à aujourd'hui).

### Lieux-dits, hameaux et écarts
La commune compte un hameau, La Dreue, situé à l'est du village.

### Habitat et logement
En 2018, le nombre total de logements dans la commune était de 77, alors qu'il était de 75 en 2013 et de 63 en 2008.
Parmi ces logements, 90,9 % étaient des résidences principales, 5,2 % des résidences secondaires et 3,9 % des logements vacants. Ces logements étaient pour 98,7 % d'entre eux des maisons individuelles et pour 0 % des appartements.
Le tableau ci-dessous présente la typologie des logements à Hautbos en 2018 en comparaison avec celle de l'Oise et de la France entière. Une caractéristique marquante du parc de logements est ainsi une proportion de résidences secondaires et logements occasionnels (5,2 %) supérieure à celle du département (2,5 %) mais inférieure à celle de la France entière (9,7 %). Concernant le statut d'occupation de ces logements, 85,5 % des habitants de la commune sont propriétaires de leur logement (86,2 % en 2013), contre 61,4 % pour l'Oise et 57,5 % pour la France entière.
| Typologie                                               | Hautbos | Oise | France entière |
| ------------------------------------------------------- | ------- | ---- | -------------- |
| Résidences principales (en %)                           | 90,9    | 90,4 | 82,1           |
| Résidences secondaires et logements occasionnels (en %) | 5,2     | 2,5  | 9,7            |
| Logements vacants (en %)                                | 3,9     | 7,1  | 8,2            |

### Voies de communication et transports
La commune est desservie, en 2023, par les lignes 6103 et 6151 du réseau interurbain de l'Oise.

## Toponymie
Le nom de la localité est attesté sous les formes Haultbos (1482) ; Haubos (vers 1530) ; « au Haultbois paroisse du Bois » (1557) ; Hautbau (1667) ; Hautbos (XIXe).

Hautbos signifie « Hauts-Bois » en picard.
Le nom du hameau Ladreue est attesté sous les formes Druella (XIIIe) ; la Druelle (XIIIe) ; Ladreux (1492) ; Ledreue (1625) ; la Dreux (1667) ; la Dreuë (XVIIIe) ; la Dreue (1840) ; Ladreue (1840) ; Moulin Deladreue (1840).

## Histoire

### Ancien Régime
Louis Graves indique : « Hautbos n'était dans l'origine qu'une section forestière de la commune de Briot. On y bâtit une chapelle qui devint plus tard un vicariat. Elle fut érigée en succursale par décret du cardinal de Gesvres, évêque de Beauvais, rendu le trente avril 1764 , malgré l'opposition de l'abbaye de Beaupré qui possédait la seigneurie ».

### Époque contemporaine
En 1840, on notait la présence d'une briqueterie à La Dreue.

Hautbos
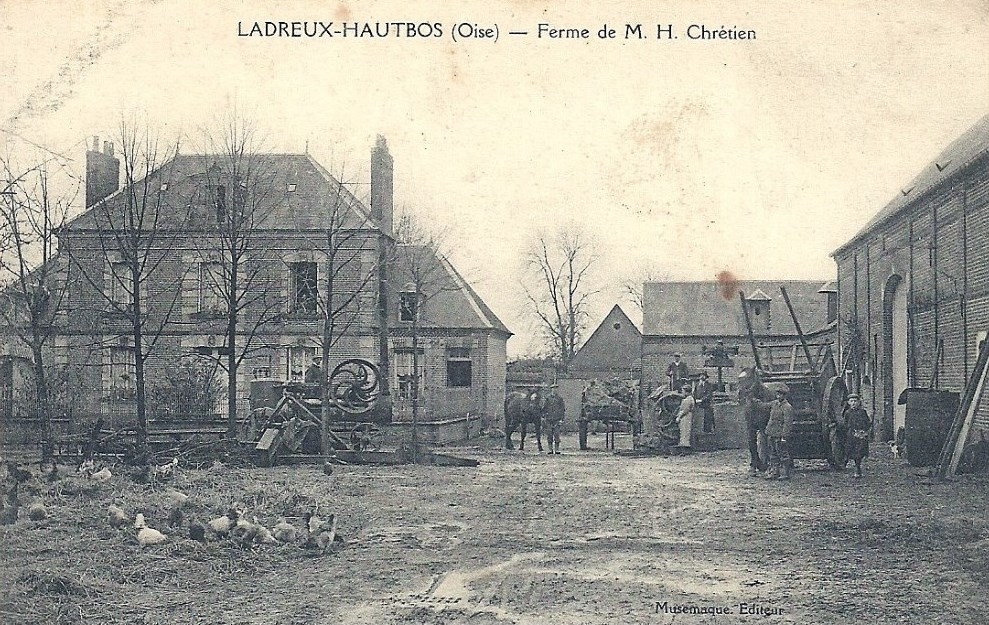
La ferme de M. Chrétien.
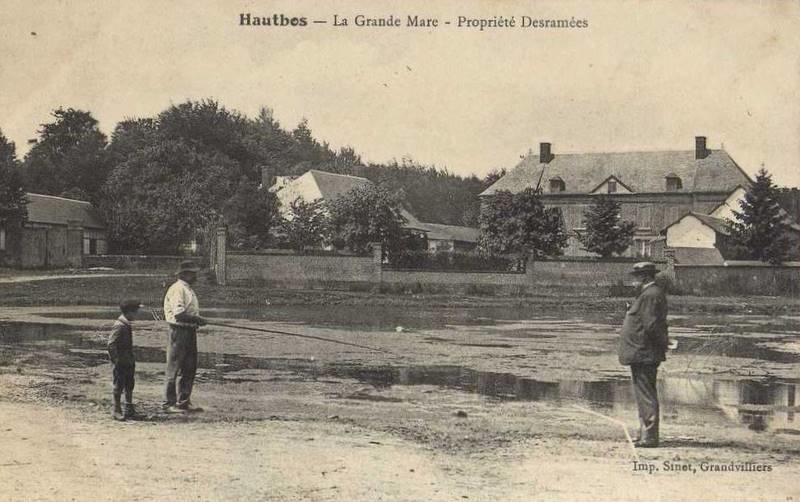
La Grande mare - Propriété Desramées.
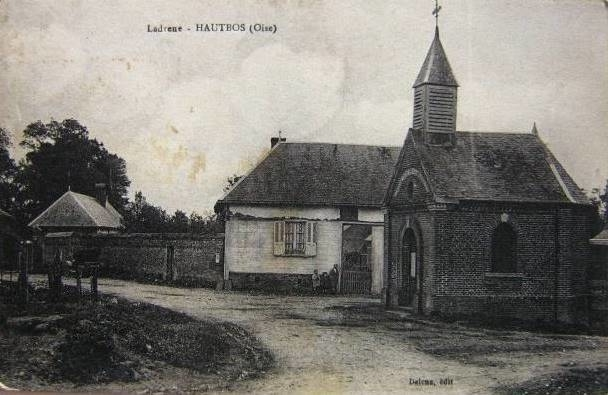
Ladrenne.

## Politique et administration

### Rattachements administratifs et électoraux

#### Rattachements administratifs
La commune se trouve dans l'arrondissement de Beauvais du département de l'Oise.
Elle faisait partie depuis 1801 du canton de Grandvilliers. Dans le cadre du redécoupage cantonal de 2014 en France, cette circonscription administrative territoriale a disparu, et le canton n'est plus qu'une circonscription électorale.

#### Rattachements électoraux
Pour les élections départementales, la commune fait partie depuis 2014 d'un nouveau canton de Grandvilliers, porté de 23 à 101 communes
Pour l'élection des députés, elle fait partie de la deuxième circonscription de l'Oise.

### Intercommunalité
Hautbos est membre de la communauté de communes de la Picardie verte, un établissement public de coopération intercommunale (EPCI) à fiscalité propre créé fin 1996  et auquel la commune a transféré un certain nombre de ses compétences, dans les conditions déterminées par le code général des collectivités territoriales.

### Liste des maires
| Période                                  | Période                    | Identité            | Étiquette | Qualité |
| ---------------------------------------- | -------------------------- | ------------------- | --------- | --- |
| Les données manquantes sont à compléter. |                            |                     |           | |
|                                          |                            |                     |           | |
|                                          | janvier 1944               | René Toutain        |           | Cultivateur, résistant, mort en déportation à Dora, sapeur-pompier Croix de Guerre, Médaille de la Résistance Chevalier de la Légion d'Honneur Mort pour la France |
|                                          |                            |                     |           | |
| mars 1989                                | janvier 2004               | Jean-Pierre Toutain |           | Fils de René Toutain Démissionnaire |
| février 2004                             | mai 2020                   | Jean-Marie Crépin   |           | |
| mai 2020                                 | En cours (au 17 juin 2020) | Marie-Laure Toutain |           | Professeure des écoles. |

## Équipements et services publics
Les enfants de la commune sont scolarisés avec ceux de Saint-Maur et de Thérines dans le cadre d'un regroupement pédagogique intercommunal.

## Population et société

### Démographie

#### Évolution démographique
L'évolution du nombre d'habitants est connue à travers les recensements de la population effectués dans la commune depuis 1793. Pour les communes de moins de 10 000 habitants, une enquête de recensement portant sur toute la population est réalisée tous les cinq ans, les populations de référence des années intermédiaires étant quant à elles estimées par interpolation ou extrapolation. Pour la commune, le premier recensement exhaustif entrant dans le cadre du nouveau dispositif a été réalisé en 2007.

En 2022, la commune comptait 191 habitants, en évolution de +2,14 % par rapport à 2016 (Oise : +0,87 %, France hors Mayotte : +2,11 %).
| 1793 | 1800 | 1806 | 1821 | 1831 | 1836 | 1841 | 1846 | 1851 |
| ---- | ---- | ---- | ---- | ---- | ---- | ---- | ---- | ---- |
| 254  | 233  | 259  | 235  | 220  | 208  | 203  | 224  | 210  |

| 1856 | 1861 | 1866 | 1872 | 1876 | 1881 | 1886 | 1891 | 1896 |
| ---- | ---- | ---- | ---- | ---- | ---- | ---- | ---- | ---- |
| 172  | 173  | 174  | 175  | 167  | 160  | 130  | 138  | 127  |

| 1901 | 1906 | 1911 | 1921 | 1926 | 1931 | 1936 | 1946 | 1954 |
| ---- | ---- | ---- | ---- | ---- | ---- | ---- | ---- | ---- |
| 127  | 116  | 119  | 118  | 115  | 137  | 107  | 114  | 126  |

| 1962 | 1968 | 1975 | 1982 | 1990 | 1999 | 2006 | 2007 | 2012 |
| ---- | ---- | ---- | ---- | ---- | ---- | ---- | ---- | ---- |
| 116  | 101  | 96   | 103  | 109  | 117  | 126  | 128  | 156  |

| 2017 | 2022 | - | - | - | - | - | - | - |
| ---- | ---- | - | - | - | - | - | - | - |
| 193  | 191  | - | - | - | - | - | - | - |

#### Pyramide des âges
La population de la commune est relativement jeune.
En 2018, le taux de personnes d'un âge inférieur à 30 ans s'élève à 41,9 %, soit au-dessus de la moyenne départementale (37,3 %). À l'inverse, le taux de personnes d'âge supérieur à 60 ans est de 15,1 % la même année, alors qu'il est de 22,8 % au niveau départemental.
En 2018, la commune comptait 107 hommes pour 88 femmes, soit un taux de 54,87 % d'hommes, largement supérieur au taux départemental (48,89 %).
Les pyramides des âges de la commune et du département s'établissent comme suit.
| Hommes | Classe d’âge | Femmes |
| ------ | ------------ | ------ |
| 0,0    | 90 ou +      | 0,0    |
| 3,8    | 75-89 ans    | 5,7    |
| 9,4    | 60-74 ans    | 11,5   |
| 18,9   | 45-59 ans    | 21,8   |
| 18,9   | 30-44 ans    | 27,6   |
| 17,0   | 15-29 ans    | 13,8   |
| 32,1   | 0-14 ans     | 19,5   |

| Hommes | Classe d’âge | Femmes |
| ------ | ------------ | ------ |
| 0,5    | 90 ou +      | 1,4    |
| 5,5    | 75-89 ans    | 7,6    |
| 15,6   | 60-74 ans    | 16,3   |
| 20,8   | 45-59 ans    | 20     |
| 19,4   | 30-44 ans    | 19,4   |
| 17,6   | 15-29 ans    | 16,2   |
| 20,6   | 0-14 ans     | 19,1   |

## Culture locale et patrimoine

### Lieux et monuments
- Église Saint-Jean-Baptiste, dont le chœur est construit en silex et briques, portant la date de 1743 mais pouvant être antérieure à celle-ci, et la nef construite en 1770 en briques, surmonté d'un clocher situé au-dessus de la façade.
A l'intérieur, on note un très bel et rare ensemble boiseries, autel principal et deux autels secondaires datant de la Restauration[29].
- Grotte Notre-Dame de Lourdes, rue de la Grotte, construite en silex par un maçon de Feuquières après 1940/45.

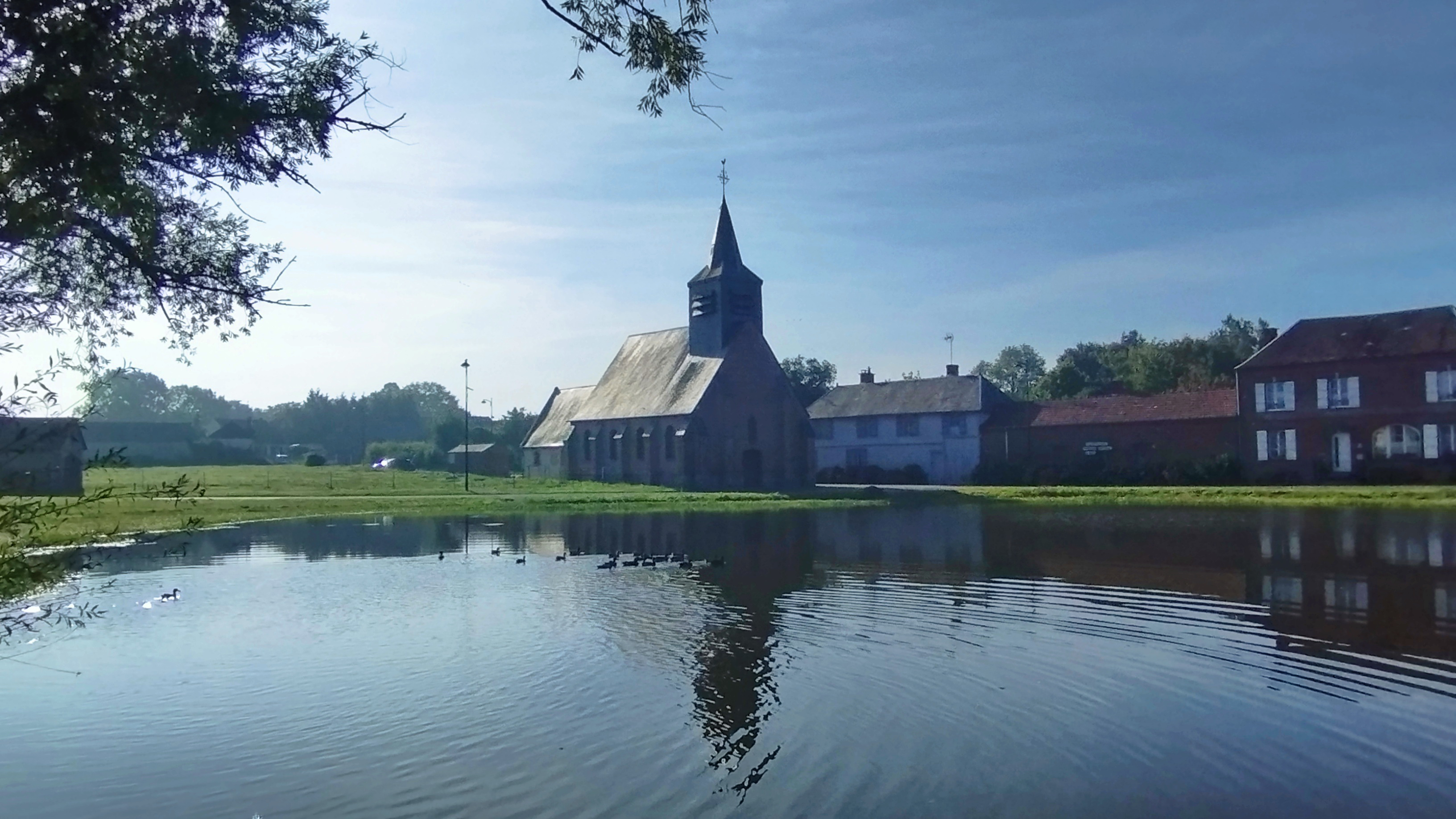
La mare et l'église.
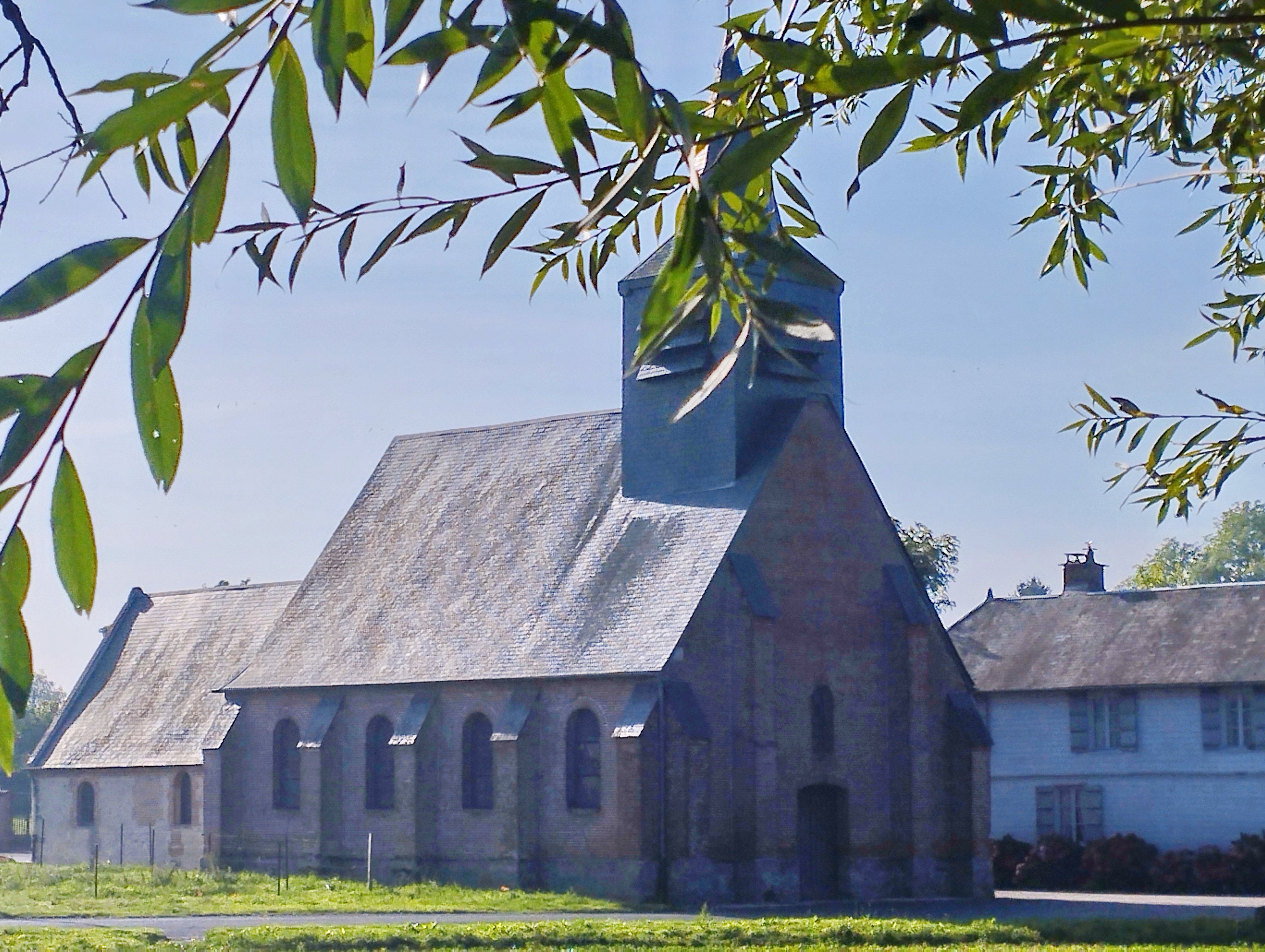
L'église Saint-Jean-Baptiste...
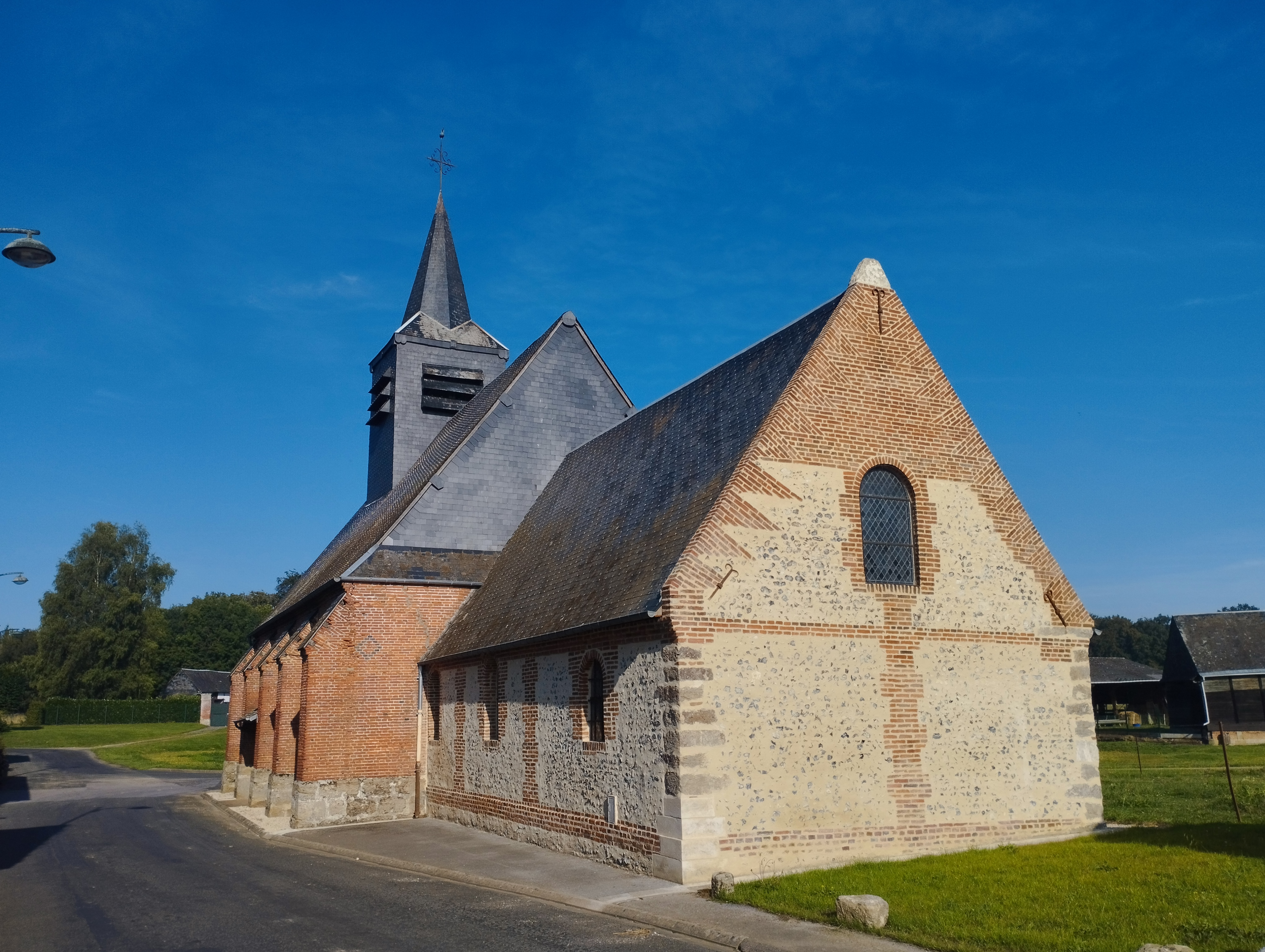
... et son chevet.
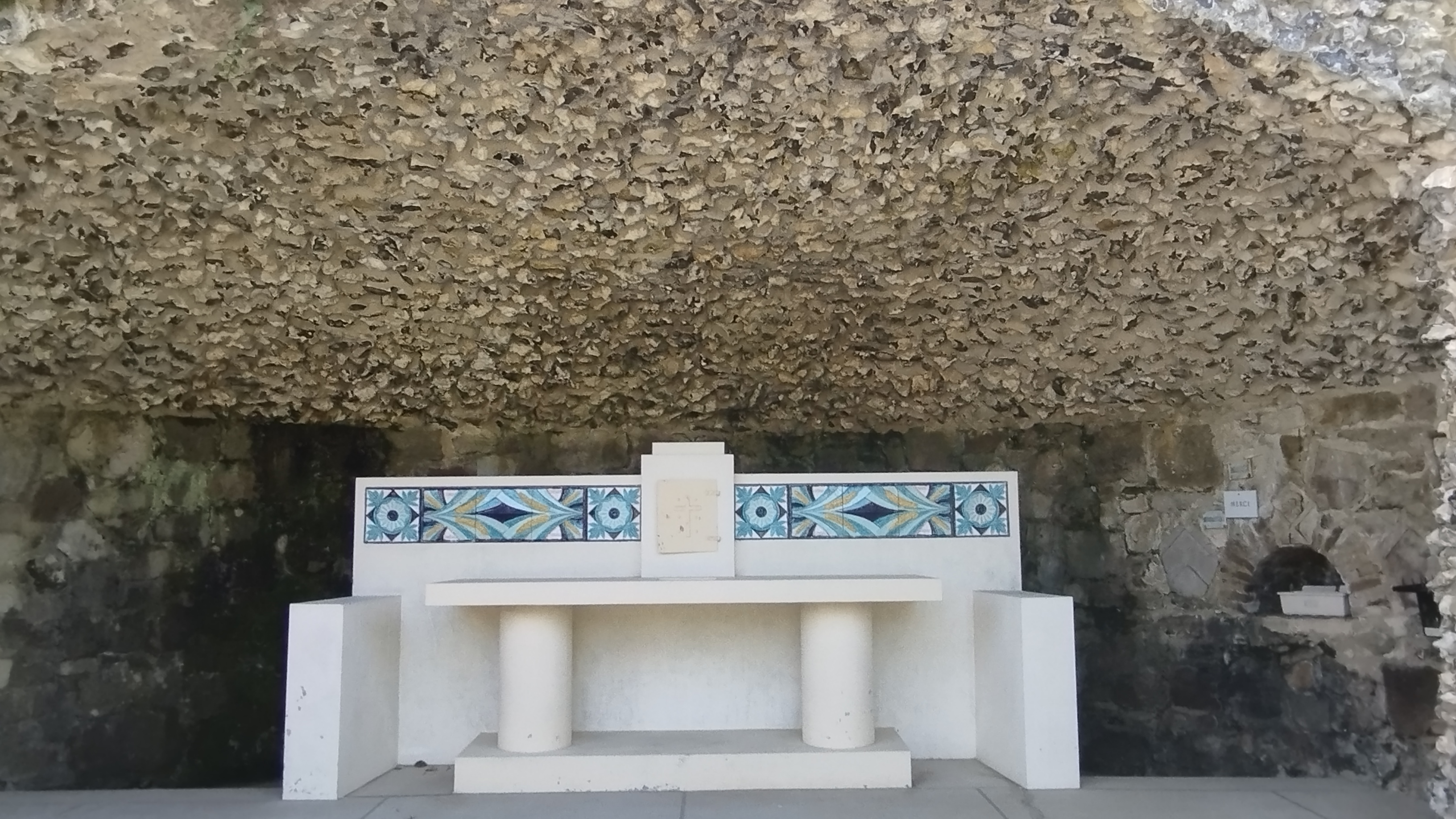
Grotte N.-D. de Lourdes.

## Pour approfondir